# Friedrich Rose (Chemiker)

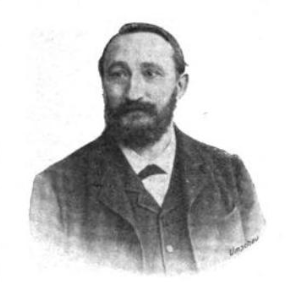
Porträtfoto von Friedrich Rose (nicht später als 1909).

Friedrich Julius Ludwig Carl Rose (* 13. Mai 1839 in Lippstadt; † 28. Februar 1925 ebenda) war ein deutscher Chemiker und Hochschullehrer. Sein vorrangiges Forschungsinteresse betraf die Mineralfarben. Von nicht unerheblicher chemietechnischer Bedeutung waren darüber hinaus auch seine Untersuchungen zur Klärung und Beseitigung von Abwässern, vor allem der oberelsässischen Färbereien.

## Leben

### Herkunft, Ausbildung und Privatleben
Er kam 1839 als Sohn des Gutsbesitzers Friedrich Carl Rose (1807–1885) und dessen Ehefrau Carolina Louise Lentze (1815–1842) in Lippstadt zur Welt und entstammte einer alteingesessenen Familie, die mehrere Ratsherren und Bürgermeister sowie Mediziner und Juristen hervorgebracht hatte. Er wuchs zusammen mit seiner etwa eineinhalb Jahre jüngeren Schwester Dorothea Luise Mathilde Caroline (1840–1926) auf. Nachdem er zunächst die Realschule seiner Heimatstadt besucht hatte, wechselte er auf das Archigymnasium in Soest und legte dort die Maturitätsprüfung ab.
Anschließend absolvierte er ab 1857 eine zweieinhalbjährige Ausbildung am Chemischen Laboratorium von Carl Remigius Fresenius in Wiesbaden und immatrikulierte sich dann für ein Studium der Naturwissenschaften an der Ruprecht-Karls-Universität Heidelberg. Ein Semester seines Studiums verbrachte er auch an der Eberhard-Karls-Universität Tübingen. Am 1. August 1861 wurde er in Heidelberg – auf eigenen Wunsch mit Chemie als Hauptfach sowie Mineralogie und Botanik als Nebenfächern – nach bestandenem Rigorosum summa cum laude promoviert. Der Prüfungsausschuss setzte sich zusammen aus dem Altphilologen und Oberbibliothekar Johann Christian Felix Bähr, dem Chemiker Robert Wilhelm Bunsen, dem Mineralogen Johann Reinhard Blum sowie dem Botaniker Johann Anton Schmidt. Eine Dissertation hatte Rose nicht angefertigt, da Chemiedoktoranden in Heidelberg damals lediglich eine mündliche Prüfung ablegen mussten.
Am 24. März 1881 heiratete er Pauline Lentze, die Tochter eines Geheimen Justizrates. Das Paar bekam mit Karl (* 1882), Konrad (* 1883) und Edgar (* 1889) drei gemeinsame Söhne.

### Berufliche Karriere
Ab 1866 war er an der Universität Heidelberg vier Semester lang als Assistent Bunsens tätig, der damals „auf der Höhe seines Ruhmes stand“. Rose unterstützte ihn bei spektralanalytischen Untersuchungen einzelner Elemente und bei Wasseruntersuchungen. Im Auftrag des Großherzogtums Baden führte Rose selbst während dieser Zeit Analysen sämtlicher Heilquellen des Landes durch. Am 25. April 1871 legte er der philosophischen Fakultät die handschriftliche Abhandlung Ueber einige ammoniakalische Kobaltverbindungen zum Zwecke der Habilitation in technischer Chemie vor. Vom Dekan der Fakultät, Karl Knies, wurden Bunsen und Hermann Kopp ausgewählt, um über Roses Qualifikation zu entscheiden. In ihrem Gutachten schrieben sie:
„Die von Dr. Rose eingereichte Arbeit betrifft eine Reihe eigenthümlicher Cobaltverbindungen, die bereits vielfach den Gegenstand eingehender Untersuchungen ausgemacht haben, und deren Zusammensetzung und gegenseitige Beziehung zu einander trotzdem nur noch ziemlich ungenügend hat festgestellt werden können. Die selbstständigen Untersuchungen, welche die Abhandlung enthält, können als ein schätzbarer Beitrag zur Beseitigung der über diesen Gegenstand noch bestehenden Zweifel und Widersprüche angesehen werden und zeugen von Sachkenntniß und Umsicht in der Behandlung experimenteller Aufgaben. Ich halte daher die Arbeit für geeignet, als Habilitationsschrift zugelassen zu werden. Nur würde die etwas nachlässige Redaction der Schrift vor dem Drucke noch einer eingehenden Revision bedürfen.“
Für seine am 31. Juli 1871 gehaltene Probevorlesung wurde Rose das Thema „Chemische Betrachtung der atmosphärischen Luft und des Verhaltens derselben in der Natur“ zugeteilt und nachdem er am 5. August auch die dazugehörige öffentliche Disputation bestanden hatte, wurde er zum Privatdozenten ernannt. Im darauffolgenden Wintersemester 1871/72 begann er mit seinen Vorlesungen. Darüber hinaus besaß er am landwirtschaftlichen Institut einen besoldeten Lehrauftrag für Agrikulturchemie.
Allerdings erhielt er bereits am 8. September 1872 – auf Betreiben Adolf von Baeyers – einen Ruf als außerordentlicher Professor für anorganische, analytische und technische Chemie (oder chemische Technologie) an die neu gegründete Kaiser-Wilhelm-Universität in der freien Reichsstadt Straßburg, den er annahm. Nach fast 30 Jahren in Straßburg wurde Rose am 24. Februar 1902 zum ordentlichen Professor befördert und 1918 ernannte man ihn zum Geheimen Regierungsrat.
Seine Stelle bekleidete er als Emeritus bis Straßburg im Nachgang des Waffenstillstandes von Compiègne, der die deutsche Niederlage im Ersten Weltkrieg besiegelte, vom französischen Militär besetzt und die Universität am  8. Dezember 1918 aufgelöst wurde. Das entschiedene Engagement seiner Studenten und Alumni bewahrte den damals 79-jährigen Rose vor der Zwangsausweisung, die den meisten anderen deutschen Universitätsmitarbeitern widerfuhr. Auf eigenen Wunsch kehrte er schließlich im Juni 1919 nach Deutschland zurück und im Februar 1925 starb er fast 86-jährig in seiner Heimatstadt Lippstadt.

## Persönlichkeit und andere Aktivitäten
Er pflegte enge Freundschaften mit Felix Hoppe-Seyler sowie mit seinem ehemaligen Studenten und Assistenten Emil Fischer (Träger des Nobelpreises für Chemie 1902), dessen analytische Fähigkeiten ihn bereits im Studium beeindruckten. In seinem Nachruf auf Friedrich Rose charakterisierte Bernhard Lepsius dessen Charakter:
„Rose war eine stille, bescheidene Gelehrtennatur; ihm lag nichts daran, mit seinem großen Wissen hervorzutreten. Eine leidenschaftliche Freude aber hatte er am Lehrberuf, und unermüdlich widmete er sich von früh bis spät seinen Schülern, denen er sein, namentlich auf analytischem Gebiete, großes Wissen und Können vermittelte, denen er alle Handgriffe selbst zeigte und vorführte, die er in die feinsten analytischen Methoden einführte, und denen er stets ein väterlicher Freund war.“
Im August 1871 gehörte Rose zu den zwölf Gründern des Oberrheinischen Geologischen Vereins und war ab 1917 das letzte noch lebende Mitglied dieser Gruppe. Gleichwohl fand sein Tod in den Jahresberichten und Mitteilungen des Vereins keine Erwähnung. Darüber hinaus wurde er zu Lebzeiten auch nie im Biographisch-literarischen Handwörterbuch zur Geschichte der exacten Wissenschaften – der „wichtigsten naturwissenschaftlichen Personalbibliographie“ – aufgeführt.

## Publikationen (Auswahl)
Eigene Werke
- Untersuchungen über ammoniakalische Kobaltverbindungen. Universitätsbuchhandlung Carl Winter, Heidelberg, 1871, 55 Seiten.
- mit Friedrich Kohlrausch: Die Löslichkeit einiger schwer löslicher Körper im Wasser, beurteilt aus der elektrischen Leitungsfähigkeit der Lösungen. In: Zeitschrift für Physikalische Chemie. 12U, № 1, 1893, Seiten 234–243.
- mit Peter Woringer: Die Mineralfarben und die durch Mineralstoffe erzeugten Färbungen. In der Reihe: „Chemische Technologie in Einzeldarstellungen, Spezielle chemische Technologie“. Verlag von Otto Spamer, Leipzig, 1916, 395 Seiten.

Übersetzungen
- Friedrich Rose (Hrsg.): Henry Enfield Roscoe: Chemie (englischsprachiges Original von 1876). In der Reihe: „Naturwissenschaftliche Elementarbücher“, Band 1. 4. Auflage, Verlag von Karl J. Trübner, Straßburg 1886.